# NGC 2424
NGC 2424 je galaksija u zviježđu Risu.

## Vanjske poveznice
- SEDS: NGC 2424